# 马蒂尼库皮埃尔
马蒂尼库皮埃尔（法語：Martigny-Courpierre，法語發音：[maʁtiɲi kuʁpjɛʁ]）是法国上法蘭西大區埃纳省的一个市镇，属于拉昂区。

## 地理
马蒂尼库皮埃尔（49°29'24"N, 3°40'47"E）面积4.46 平方千米，位于法国上法蘭西大區埃纳省，该省份为法国北部内陆省份，北起北部省，西接索姆省和瓦兹省，东临阿登省和马恩省，西南至塞纳-马恩省，东北部与比利时接壤。
与马蒂尼库皮埃尔接壤的市镇（或旧市镇、城区）包括：比耶夫尔、布吕耶尔和蒙贝罗、沙穆耶、谢雷、谢尔米济亚耶、艾莱特河畔讷维尔、奥热瓦勒。

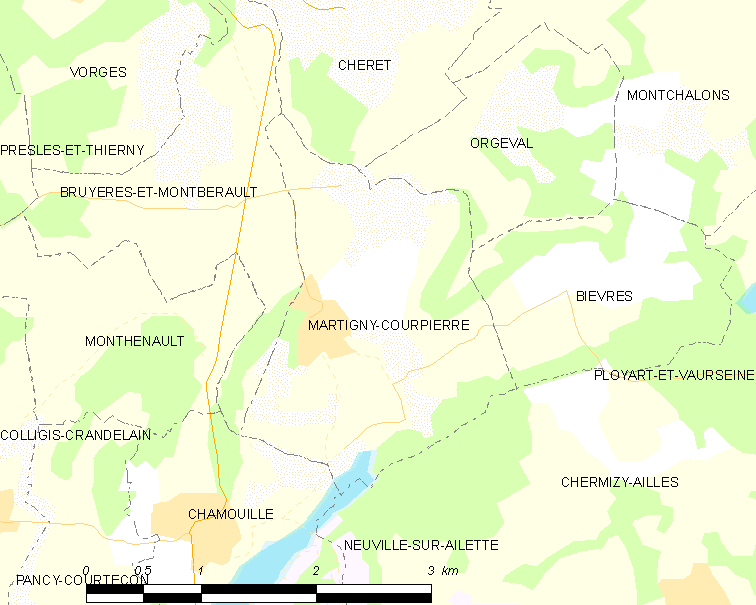
马蒂尼库皮埃尔的OSM定位图

马蒂尼库皮埃尔的时区为UTC+01:00、UTC+02:00（夏令时）。

## 行政
马蒂尼库皮埃尔的邮政编码为02860，INSEE市镇编码为02471。

## 政治
马蒂尼库皮埃尔所属的省级选区为拉昂第二县。

## 人口

1962-2008年间马蒂尼库皮埃尔人口变化图示

马蒂尼库皮埃尔于2022年1月1日时的人口数量为135人。